# Campionati europei di ciclismo su pista 2020 - Inseguimento a squadre femminile
L'inseguimento a squadre femminile ai Campionati europei di ciclismo su pista 2020 si è svolta l'11 e il 12 novembre 2020 presso il velodromo Kolodruma di Plovdiv, in Bulgaria.

## Podio
| Pos.    | Atleta                                                            | Nazionalità   |
| ------- | ----------------------------------------------------------------- | ------------- |
| Oro     | Josie Knight Laura Kenny Katie Archibald Elinor Barker Neah Evans | Gran Bretagna |
| Argento | Martina Alzini Elisa Balsamo Chiara Consonni Vittoria Guazzini    | Italia        |
| Bronzo  | Anna Nahirna Tetyana Klimchenko Viktoriya Bondar Yuliia Biriukova | Ucraina       |

## Risultati

### Qualifiche
I migliori 2 tempi si qualificano alla finale per l'oro, il terzo e quarto tempo alla finale per il bronzo.
| Posizione | Atlete                                                            | Nazione       | Tempo    | Gap     | Note |
| --------- | ----------------------------------------------------------------- | ------------- | -------- | ------- | ---- |
| 1         | Neah Evans Laura Kenny Katie Archibald Elinor Barker              | Gran Bretagna | 4:13.923 |         |      |
| 2         | Martina Alzini Elisa Balsamo Chiara Consonni Vittoria Guazzini    | Italia        | 4:18.209 | +4.286  |      |
| 3         | Anna Nahirna Tetyana Klimchenko Viktoriya Bondar Yuliia Biriukova | Ucraina       | 4:36.104 | +22.181 |      |
| 4         | Tania Calvo Ziortza Isasi Eukene Larrarte Laura Rodriguez         | Spagna        | 4:38.682 | +24.759 |      |

### Finali
| Classifica           | Atlete                                                            | Nazione       | Tempo    | Gap    |
| -------------------- | ----------------------------------------------------------------- | ------------- | -------- | ------ |
| Finale per l'oro     |                                                                   |               |          |        |
| 1                    | Josie Knight Laura Kenny Katie Archibald Neah Evans               | Gran Bretagna | 4:10.437 |        |
| 2                    | Martina Alzini Elisa Balsamo Chiara Consonni Vittoria Guazzini    | Italia        | 4:13.632 | +3.194 |
| Finale per il bronzo |                                                                   |               |          |        |
| 3                    | Anna Nahirna Tetyana Klimchenko Viktoriya Bondar Yuliia Biriukova | Ucraina       | 4:33.833 |        |
| 4                    | Tania Calvo Ziortza Isasi Eukene Larrarte Laura Rodriguez         | Spagna        | 4:37.341 | +3.508 |